# Siraius kyolis
Siraius kyolis är en snäckart som beskrevs av Ev. Marcus och Er. Marcus 1967. Siraius kyolis ingår i släktet Siraius och familjen Dorididae. Inga underarter finns listade i Catalogue of Life.